# Haplolobus pubescens
Haplolobus pubescens är en tvåhjärtbladig växtart som beskrevs av Herman Johannes Lam. Haplolobus pubescens ingår i släktet Haplolobus och familjen Burseraceae. Inga underarter finns listade i Catalogue of Life.